# Heimersdorf (Kolonia)
Heimersdorf, Köln-Heimersdorf — dzielnica miasta Kolonia w Niemczech, w okręgu administracyjnym Chorweiler, w kraju związkowym Nadrenia Północna-Westfalia, na lewym brzegu Renu. 